# Patrice Estanguet
Patrice Estanguet (n. 19 aprilie 1973, Pau, Aquitaine, Franța) este un canoist ce a reprezentat Franța, medaliat olimpic. A participat la o ediție a Jocurilor Olimpice (1996) în care a câștigat o medalie de bronz.

## Participări
Lista de mai jos prezintă principalele competiții la care a participat Patrice Estanguet de-a lungul carierei.
- canoeing at the 1996 Summer Olympics – men's slalom C-1[*]